# Tsai Chih-chung

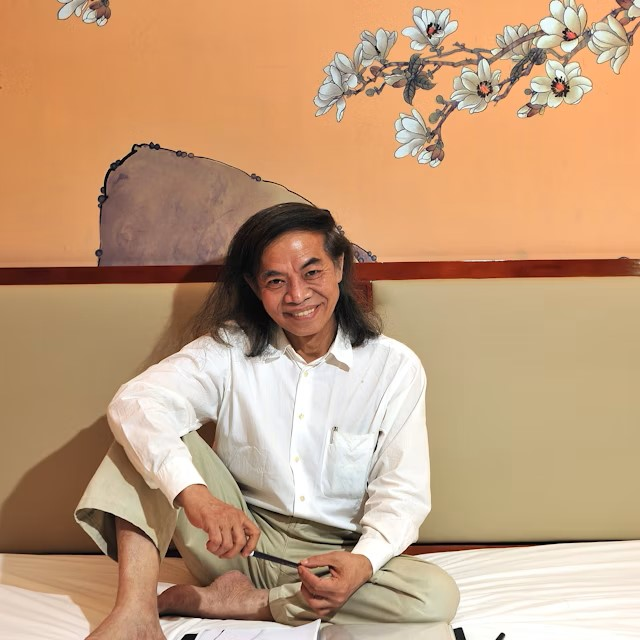
Tsai Chih-chung

Tsai Chih-chung, auch Cai Zhizhong (chinesisch 蔡志忠, Pinyin Cài Zhìzhōng, W.-G. Ts'ai Chih-chung; * 2. Februar 1948 auf Taiwan) ist ein taiwanischer Cartoonist und Comiczeichner. Seine Interpretationen klassischer Texte der chinesischen Philosophie, darunter von Laotse, Liezi, Zhuangzi, haben sich weltweit millionenfach verkauft. Auf Deutsch sind bisher (im Verlag für Angewandte Kinesiologie, wo sein Name als Tsai Tschih Tschung transkribiert wurde) nur Übersetzungen der englischen Übersetzungen erschienen.
1999 wurde er für seine Arbeit mit dem niederländischen Prinz-Claus-Preis ausgezeichnet.
Neben seiner Tätigkeit als Zeichner arbeitet Cai als Unternehmer im Bereich des Fernsehens und Trickfilms.